# 塔妮娅·科里根
塔妮娅·科里根（英語：Tania Corrigan，1965年11月24日—），新西兰前女子射击运动员。她曾代表新西兰参加1998年和2002年英联邦运动会射击比赛，获得二枚银牌和二枚铜牌。